# تپه چیا خریوی
تپه چیا خریوی مربوط به دوره پارت - دوره ساسانیان است و در شهرستان کوهدشت، بخش کونانی، دهستان زیر تنگ، ۱/۲ کیلومتری شرق روستای کاکاوندرا واقع شده و این اثر در تاریخ ۲۸ اسفند ۱۳۸۵ با شمارهٔ ثبت ۱۸۳۹۳ به‌عنوان یکی از آثار ملی ایران به ثبت رسیده است.